# João Café Filho
João Café Filho, brazilski politik, * 3. februar 1899, † 20. februar 1970.
Filho je bil podpredsednik Brazilije (1950–1954) in predsednik Brazilije (1954–1955).